# Ådalen '31
Pour plus de détails, voir Fiche technique et Distribution.
Ådalen '31 est un film suédois réalisé par Bo Widerberg, sorti en 1969.

## Synopsis
En préambule, le film rappelle : « En 1931, de nombreuses usines d'Ådalen (sv) étaient abandonnées par les ouvriers en grève de solidarité pour leurs camarades de Marma dont les patrons voulaient réduire le salaire horaire de 4 centimes. Au cours d'une manifestation, 5 ouvriers furent tués. Ce film est dédié à ces 5 victimes. »
L'œuvre de Bo Widerberg conte, en réalité, une histoire fictive s'appuyant sur les  faits historiques réels des Évènements d'Ådalen : au cours d'une grève déclenchée à Ådalen, au nord de la Suède, en 1931, la région entière est paralysée et la direction d'une usine doit faire appel à des jaunes (Briseur de grève) pour assurer la production. Cela provoque des émeutes, durement réprimées par l'armée, causant morts et blessés. Parallèlement à ce conflit social, se noue une aventure sentimentale entre le fils d'un docker en grève, Kjell Andersson, et la fille unique du directeur d'usine. Au cours des échauffourées entre grévistes et forces de l'ordre, le père de Kjell est tué : le jeune homme prend alors conscience des barrières séparant les classes sociales…
Avant le générique de fin, un texte évoque l'arrivée au pouvoir des sociaux-démocrates après la tragédie de Lunde, qui a permis à la Suède de développer un modèle social particulièrement progressiste par rapport au reste du monde, sans pour autant parvenir à régler toutes les inégalités.

## Fiche technique
Sauf indication contraire, les informations mentionnées dans cette section peuvent être confirmées par les bases de données cinématographiques  présentes dans la section « Liens externes ».
- Titre original : Ådalen '31
- Titre anglais : Adalen 31
- Réalisation : Bo Widerberg
- Scénario : Bo Widerberg
- Costumes : Anne Von Sydow
- Photographie : Jörgen Persson, Rolf Lundström
- Montage : Bo Widerberg
- Production : Elisabeth Fahlén, Staffan Hedqvist
- Société de production : Svensk Filmindustri (SF)
- Budget : 1 700 000 SEK[1]
- Pays de production :  Suède
- Langue originale : suédois
- Format : couleur (Technicolor) – 2,35:1 – 35 mm – mono
- Genre : drame historique
- Durée : 114 minutes
- Dates de sortie : 
  - Suède : 1er mai 1969
  - France : 11 mai 1969 (Festival de Cannes)
  - États-Unis : 22 octobre 1969
  - Belgique : 13 février 1980 (Gand)

## Distribution
Sauf indication contraire, les informations mentionnées dans cette section peuvent être confirmées par les bases de données cinématographiques  présentes dans la section « Liens externes ».
- Peter Schildt : Kjell Andersson
- Kerstin Tidelius : Karin Andersson, mère de Kjell
- Roland Hedlund : Harald Andersson, père de Kjell
- Stefan Feierbach : Åke
- Martin Widerberg : Martin
- Marie De Geer : Anna
- Anita Björk : Hedvig, mère d'Anna
- Martin Fahlén : capitaine Mesterton

## Distinctions
Sauf indication contraire, les informations mentionnées dans cette section peuvent être confirmées par les bases de données cinématographiques  présentes dans la section « Liens externes ».

### Récompenses
- Festival de Cannes 1969 : Grand Prix

### Nominations et sélections
- Festival de Cannes 1969 : sélection officielle, en compétition pour la Palme d'or
- Oscars 1970 : Oscar du meilleur film étranger

## Analyse
Dans Les Lettres françaises, Michel Capdenac estime qu'une vision rétrospective des premiers films de Bo Widerberg s'avère nécessaire dans la « mesure où les deux premiers expliquent et marquent la profondeur de la perspective » où se situe la dernière œuvre située en milieu ouvrier. Plus encore que précédemment, l'hommage aux deux Renoir, Auguste, le peintre impressionniste, et Jean, le réalisateur de La Bête humaine, est souligné : « comme dans Elvira Madigan, Widerberg emprunte à la palette des impressionnistes ce génie de la lumière, cette vibration physique, matérialisée par les êtres, les paysages et les choses ». L'érotisme, délicatement et, néanmoins, audacieusement filmé, « explose en éclats de pur lyrisme charnel » digne d'Une partie de campagne (1936).
Pour Capdenac, « le prodige c'est aussi le passage de la description anecdotique de la vie privée aux tumultes sanglants d'un drame social dans lequel, par grandes vagues concentriques, le film nous emporte peu à peu ». Ådalen 31 aborde ainsi l'Histoire non à travers l'imagerie d'Épinal, mais au « microscope du vécu, [...], comme une grande aventure individuelle et collective qui prend tout naturellement une dimension épique parce qu'elle a d'abord une dimension humaine ».